# Nectarine
Nectarine — цілодобове інтернет-радіо, транслює демосценічну музику. 
Головний сервер знаходиться в Парижі, а також є сервери у Фінляндії, Швеції, США.
Радіо є повністю безкоштовним, не містить комерційної реклами, а музика, що транслюються по радіо Nectarine, пишеться музикантами у вільний час. Комерційне використання заборонене без дозволу автора.

## Історія
Автором Nectarine є Christophe Le Sage a.k.a. «Yes».
Радіо почало трансляцію 1 березня 2000 року, а першим треком був Jester — Stardust Memories.